# Trombonesonate
Een trombonesonate is een compositie in sonatevorm, geschreven voor trombonesolo of voor de combinatie trombone en piano. Binnen het genre zijn weinig voorbeelden te vinden in vergelijking met bijvoorbeeld vioolsonate of pianosonate.
Voorbeelden van een trombonesonate zijn:
- Finn Arnestad: Sonate voor trombone en piano (1971)
- Derek Bourgeois: Sonate voor trombone (2000)
- John Davison: Sonate voor trombone en piano (1957)
- Laurie Matthew Duncan: Sonate voor trombone en piano (2011)
- Matthew Durant Sonate voor trombone en piano (2009)
- Eric Ewazen: Sonate voor trombone en piano (1993)
- Juraj Filas: Sonate voor trombone en piano (1996)
- Gotfried Finger: Sonate voor alttrombone (barokperiode)
- Paul Hindemith: Sonate voor trombone en piano (1941)
- Vagn Holmboe: Sonate voor trombone en piano (1987)
- Otto Luening: Sonate voor trombone en piano (1953)
- Halsey Stevens: Sonate voor trombone (1965)